# Nepa
Nepa (nep. नेपा) – gaun wikas samiti w zachodniej części Nepalu w strefie Bheri w dystrykcie Dailekh. Według nepalskiego spisu powszechnego z 2011 roku liczył on 1015 gospodarstw domowych i 5233 mieszkańców (2698 kobiet i 2535 mężczyzn).